# NGC 1238
NGC 1238 ist eine elliptische Galaxie vom Hubble-Typ E3? im Sternbild Eridanus südlich des Himmelsäquators. Sie ist schätzungsweise 220 Millionen Lichtjahre von der Milchstraße entfernt und hat einen Durchmesser von etwa 105.000 Lj.

Im selben Himmelsareal befinden sich u. a. die Galaxien NGC 1247 und IC 1897.
Das Objekt wurde am 1. November 1886 von dem US-amerikanischen Astronomen Lewis Swift entdeckt.